# Hora Svaté Kateřiny
Hora Svaté Kateřiny (německy Sankt Katharinaberg) je město v okrese Most v Ústeckém kraji v Krušných horách na česko-německé státní hranici. Nachází se asi dvanáct kilometrů severozápadně od Litvínova. Včetně částí Malý Háj a Rudolice v Horách ve městě žije 460 obyvatel.
Hora Svaté Kateřiny je členem mikroregionu Svazek obcí v regionu Krušných hor. Nejbližšími obcemi v sousedství jsou Nová Ves v Horách, Deutschneudorf (Sasko) a Kurort Seiffen (Sasko).

## Název
Město je pojmenováno podle svaté Kateřiny. V historických pramenech se jméno objevuje ve tvarech: Catternpergk (1480), Hora Swate Katherziny (1528), Kathrnbergk (1549), Swate Katerziny hora (1555), hornj Swata Katerzina (1606), „mčko hornij Swata Katerzina“ (1622), Katharinaberg, Katerberg a Mons S. Catharinae (1787) a Katharinaberg, Katharinenberg Katerberg (1846). Lidově se používaly také názvy Katherberg a Köterbark.

## Historie
Podle Johanna Jokélyho existovalov místech pozdějšího města nejstarší hornické sídliště u žíly Himmelfahrt, v blízkosti bývalého Lučního mlýna, už na začátku čtrnáctého století a zaniklo během husitských válek. Z doby před rokem 1528 se však nedochovala žádná listina, která by jeho existenci dokládala. Okolo roku 1480 patřilo okolí Hory Svaté Kateřiny k červenohrádeckému panství a počátky Hory Svaté Kateřiny bývají také dávány do souvislosti s jeho majitelem, krupeckým těžařem Lorenzem Glatzem z Altenhofu. Ani v tomto případě nelze vznik sídliště spolehlivě doložit.
Jistě lze spojit existenci svatokateřinských dolů se Šebestiánem z Veitmile, který území získal sňatkem s Annou Glatzovou, dcerou Lorenze Glatze, v roce 1516. Krátce poté měl provozovat měděný důl, z něhož se časem vyvinul důl Mikuláš. V roce 1528 Šebestián z Veitmile dosáhl u císaře Ferdinanda I. povýšení Hory Svaté Kateřiny na horní město. Roku 1538 byla v saském Grünthalu spuštěna vycezovací huť na zpracování měděné rudy a následujícího roku se svatokatřinské doly staly jedním z jejích dodavatelů. Hlavním produktem dolů však bylo po celé šestnácté století stříbro.
Šebestiánův syn Jan roku 1554 prodal červenohrádecké panství Kryštofovi z Karlovic. Ten se ale zadlužil provozem ložiska kamence v Chomutově, a proto panství udržel jen do roku 1576. Od roku 1579 bylo panství s Horou Svaté Kateřiny majetkem Lobkoviců a v roce 1594 jej císař Rudolf II. zkonfiskoval Jiřímu Popelovi z Lobkovic. Roku 1597 císař městu ve snaze podpořit rozvoj dolování potvrdil a rozšířil jeho privilegia.

### Sedmnácté a osmnácté století
Roku 1605 se majitelem města stal Adam Hrzán z Harasova a jeho potomci jej vlastnili až do roku 1707. Hrzánové z Harasova kateřinohorské měšťany utlačovali, zvyšovali jim vybírané dávky  a stanovovali nové povinnosti. Negativně působily morové epidemie v letech 1611–1614, 1633 a 1680 a události třicetileté války, během níž město vyrabovaly oddíly Albrechta z Valdštejna. Podle berní ruly z roku 1654 ve městě stálo 142 domů, což Horu Svaté Kateřiny řadilo k větším krušnohorským sídlům. V roce 1707 město koupil Jan Adam I. z Lichtenštejna a později přešlo sňatkem na Jindřicha Josefa z Auerspergu. Posledními šlechtickými majiteli se stali Jindřich František z Rottenhanu a jeho dcera Marie Gabriela.
Během osmnáctého století hornictví v Hoře Svaté Kateřiny postupně upadalo, přestože po více než padesát let bylo rentabilní. V období mezi lety 1714 a 1786 se v místních dolech vytěžilo asi 2,5 tuny stříbra a okolo 300 tun mědi. Zanikající odvětví se obyvatelé snažili nahradit novými způsoby obživy. Staly se jimi tkalcovství, punčochářství nebo výroba dřevěných hraček, nábytku a kuchyňských nástrojů. Po roce 1830 však Prusko zavedlo celní opatření, v jejichž důsledku se výroba punčoch přestala vyplácat. Ve čtyřicátých letech devatenáctého století tak ve městě působilo jen 26 punčochářů. Počet obyvatel se zvýšil z 622 v roce 1713 na 1512 v roce 1843. Ve městě fungoval hamr na zpracování mědi, dvanáct vodních mlýnů a devět pil. V okolí se pěstovalo nevelké množství žita, ovsu, lnu a na pastvinách se pásl dobytek.

### Novodobé dějiny
Roku 1850 se město stalo sídlem soudního okresu. Jeho rozvoji bránila nedostačující dopravní síť, zejména chybějící napojení na železnici. Lidé se v důsledku nedostatku práce stěhovali především do sousedního Saska. Koncem devatenáctého století byl uzavřen pivovar. Velkým neštěstím se stal požár, při němž 20. srpna 1904 shořelo 42 domů v Dlouhé ulici. Jediným odvětvím, které se úspěšně rozvíjelo, byla výroba hraček, podporovaná učňovským střediskem a prodejním družstvem.
V roce 1938 byla Hora Svaté Kateřiny připojena k Německu a po německé okupaci byl ve městě zřízen pracovní tábor, v němž byli drženi zajatci z Francie, Polska a Ukrajiny. Po druhé světové válce byli vysídleni němečtí obyvatelé a počet obyvatel města klesl na necelou čtvrtinu předválečného stavu. Dvě třetiny domů proto byly zbořeny.
Dne 11. března 2008 byl obci obnoven status města.

### Hornictví
Hlavním rudním dolem byl důl Mikuláš na stejnojmenné žíle. Zrudnění této žíly představovalo jemnozrnnou směs sulfidů. Mezi minerály zde převažoval sfalerit, dále se zde vyskytoval chalkopyrit a arsenopyrit a v menším množství také pyrit, galenit a tetraedrit. Díky průzkumu štoly Mikuláš v letech 1998–2004 byly nalezeny vzorky rudy, z jaké bylo v 16. až 18. století získáváno stříbro a měď.

## Obyvatelstvo
V roce 1713 bylo ve městě evidováno 622 lidí, v roce 1843 v něm žilo 1512 obyvatel (všichni Němci). Při sčítání lidu v roce 1921 v Hoře Svaté Kateřiny žilo 1533 obyvatel (z toho 757 mužů), z nichž bylo deset Čechoslováků, 1476 Němců a 47 cizinců. Kromě 37 evangelíků patřili k římskokatolické církvi. Podle sčítání lidu z roku 1930 mělo město 1544 obyvatel: třicet Čechoslováků, 1454 Němců, tři příslušníky jiných národností a 57 cizinců. Výrazně převažovala římskokatolická většina, ale žilo zde také padesát evangelíků, jeden člen církve československé, dva členové jiných církví a osm lidí bez vyznání.
|                                                                               | 1869  | 1880  | 1890  | 1900  | 1910  | 1921  | 1930  | 1950 | 1961 | 1970 | 1980 | 1991 | 2001 | 2011 | 2021 |
| ----------------------------------------------------------------------------- | ----- | ----- | ----- | ----- | ----- | ----- | ----- | ---- | ---- | ---- | ---- | ---- | ---- | ---- | ---- |
| Obyvatelé                                                                     | 1 711 | 1 623 | 1 561 | 1 550 | 1 721 | 1 533 | 1 544 | 338  | 396  | 339  | 372  | 260  | 309  | 425  | 433  |
| Domy                                                                          | 270   | 281   | 291   | 296   | 297   | 302   | 306   | 288  | 122  | 93   | 76   | 74   | 105  | 117  | 128  |
| Data z roku 1961 zahrnují i domy místních částí Malý Háj a Rudolice v Horách. |       |       |       |       |       |       |       |      |      |      |      |      |      |      |      |

## Městská správa

### Části města
- Hora Svaté Kateřiny
- Malý Háj
- Rudolice v Horách

### Městské symboly
Vlajka byla městu udělena rozhodnutím předsedy Poslanecké sněmovny Parlamentu České republiky dne 27. února 2004.

## Hospodářství
U města se od roku 2000 nachází předávací stanice plynovodu Transgas.

## Doprava
Do obce vede od jihovýchodu silnice od Litvínova přes Horní Jiřetín a Novou Ves v Horách. Od jihozápadu vede silnice od Chomutova a Jirkova přes Boleboř a přes horosvatokateřinské části Rudolice v Horách a Malý Háj. Na severozápad vede silnice do Brandova a Olbernhau.
Autobusovou linku jedoucí přes Horu Svaté Kateřiny (572521), v trase Brandov – Litvínov, provozuje dopravce Autobusy KAVKA a. s. Do Chomutova a Jirkova přímé autobusové spojení není. Dopravní podnik Ústeckého kraje a. s. formálně provozuje do obce linku Brandov–Hora Svaté Kateřiny–Nová Ves v Horách–Záluží–Litvínov–Most (570550), na níž však po výpovědi smlouvy ze strany kraje jezdí jen jeden spoj ročně pro udržení licence.

## Společnost
Významným oborem podnikání ve městě je turistika, zejména lyžařská a horská turistika a agroturistika, včetně ubytovacích služeb v malých penzionech. Ve městě je základní škola.
Německý sbor dobrovolných hasičů „Dobrovolní hasiči královského horního města Hora Svaté Kateřiny“ byl založen na generálním shromáždění Kateřinského spolku pro další vzdělávání dne 31. 7. 1875. Okresní hasičský sbor Hora Svaté Kateřiny čítající 5 sborů byl založen 21. května 1891. Ve městě podle záznamů hořelo v letech 1807, 1810, 1820, 1845, 1866, 1870 a 1871. Při ničivém požáru roku 1904, kdy vyhořela celá dnešní Dlouhá ulice, asi 44 domů, a kostel byl zachráněn za cenu stržení jednoho z domů. Při poslední velkém požáru 20. září 1947 v tehdejší Kamenné (dnes Spálené) ulici hořelo 15 domů najednou a zasahovalo 25 požárních sborů, z toho 2 z NDR. Domy byly vesměs hrázděné a kryté šindelem, mnoho jich bylo po válce neobydlených.
Roku 1946 byl založen Sportovní klub Hora Svaté Kateřiny. Na jeho činnost později navázala tělovýchovná jednota. Roku 1980 byl v obci založen Klub důchodců.
Roku 1997 starousedlíci a přistěhovalci společně založili občanské sdružení s názvem HOSKA, znamenajícím Horosvatokateřinká Sportovní a Kulturní Agentura. Pořádá závody, zábavy a karnevaly, recesní akce (lampiónový a prvomájový průvod), dětský den, mikulášskou nadílku, úklid obce i další akce.
V roce 2002 se aktivovalo sdružení Horal, které založili Lubomír Šlapka, Pavel Šabek a Zdeněk Sirotek. Sdružení má za cíl dosáhnout změny v hospodaření s obecním majetkem, jeho průhlednější kontrolu a také vrátit věci veřejné mezi obyvatelstvo. Horal vydává nepravidelný občasník HORAL, který se soustřeďuje zejména na nešvary v obci. Významnou propagační i popisnou úlohu má dvouměsíčník AMB.

### Sport
Severozápadně od města je SKI areál Hora Svaté Kateřiny se sjezdovkou, přírodní sáňkařskou dráhou a vlekem o převýšení 103 metrů. Lyžařský areál je nástupním místem Krušnohorské lyžařské magistrály.

### Boj o rozdělování státních peněz
Z podnětu obce Hora Svaté Kateřiny podalo v červnu 2006 28 senátorů ústavní stížnost na nerovnoměrné a nespravedlivé rozdělování finančních prostředků ze státního rozpočtu, které vede k zadlužování až likvidaci malých obcí, například tím, že obce jsou nuceny se v zájmu zařazení do jiné kategorie slučovat. Šlo o návrh na zrušení části ustanovení § 4 odst. 2 a přílohy č. 2 zákona č. 243/2000 Sb., o rozpočtovém určení daní. Součástí podnětu byly i úvahy o uzákonění tzv. „životního minima obce“. Návrh od 29. června 2006 do ledna 2007 podpořilo 443 obcí uvedených v dokumentu na webu obce, celkem asi 650.
Na začátku ledna 2008 zastupitelstvo obce jednomyslně schválilo, že se obec chce připojit k Praze. Praha totiž dostává na jednoho občana ze státního rozpočtu přes 37 000 Kč ročně, Hora Svaté Kateřiny jen 8600. Radní poté vyjádřili přání, aby o připojení k Praze požádalo i dalších 650 obcí, které protestovaly proti způsobu rozdělování peněz ze státního rozpočtu obcím. Toto rozhodnutí přijali zastupitelé v bezprostřední reakci na přijetí novely zákona o rozpočtovém určení daní. Zákony však jako podmínku slučování obcí uvádějí sousedství, což tyto dvě obce nesplňují, jsou vzdáleny asi 120 kilometrů.
V přípravě i mediální prezentaci obou aktivit byl aktivní zejména místostarosta Petr Pakosta, který uvedl, že daně se v ČR přerozdělují na rozdíl od mnoha jiných zemí podle počtu trvale bydlících, ačkoliv infrastruktura slouží i chatařům, jichž je v obci asi polovina. Náměstkyně pražského primátora Markéta Reedová (SNK ED) naopak uvedla, že v Praze se vytvoří čtvrtina republikového hrubého domácího produktu a zpět se jí vrací necelá třetina, takže peníze z Prahy dostává i Hora Svaté Kateřiny.

### Angažmá proti prolomení limitů těžby
V lednu 2015 se starosta Lukáš Pakosta nechal slyšet do médií, že pokud by byly prolomeny limity těžby hnědého uhlí, čímž by zanikla klíčová silnice na Most a nejspíš i na Litvínov, tak se z praktického hlediska nabízí jako řešení připojení obce k Německu, kam je to již dnes blíže na nákupy i do nemocnice. Podpora starostovu nápadu však v městečku nebyla jednoznačná, proti byl například starosta místních hasičů Jiří Žilka, který pracuje jako horník v dole ČSA. Bývalý český ministr zahraničí Karel Schwarzenberg označil tento nápad za jedinečnou volovinu a uvedl, že navíc takové nápady považuje za nebezpečné. Uvedl, že v Evropě neexistuje žádný legální legislativní aparát či mechanismus, jak se připojit k jinému státu, a že když nemůže Doněck a Luhansk odejít od Ukrajiny, nemůže ani Hora Svaté Kateřiny z Česka do Německa.

## Pamětihodnosti
- Kostel svaté Kateřiny
- Socha Piety
- Sloup se sochou Panny Marie
- Rozhledna císaře Františka Josefa na Růžovém vrchu
- Pomník Antona Günthera
- Radnice na náměstí
- Farní areál (fara a hospodářské budovy přestavěné v roce 1860)

## Fotogalerie

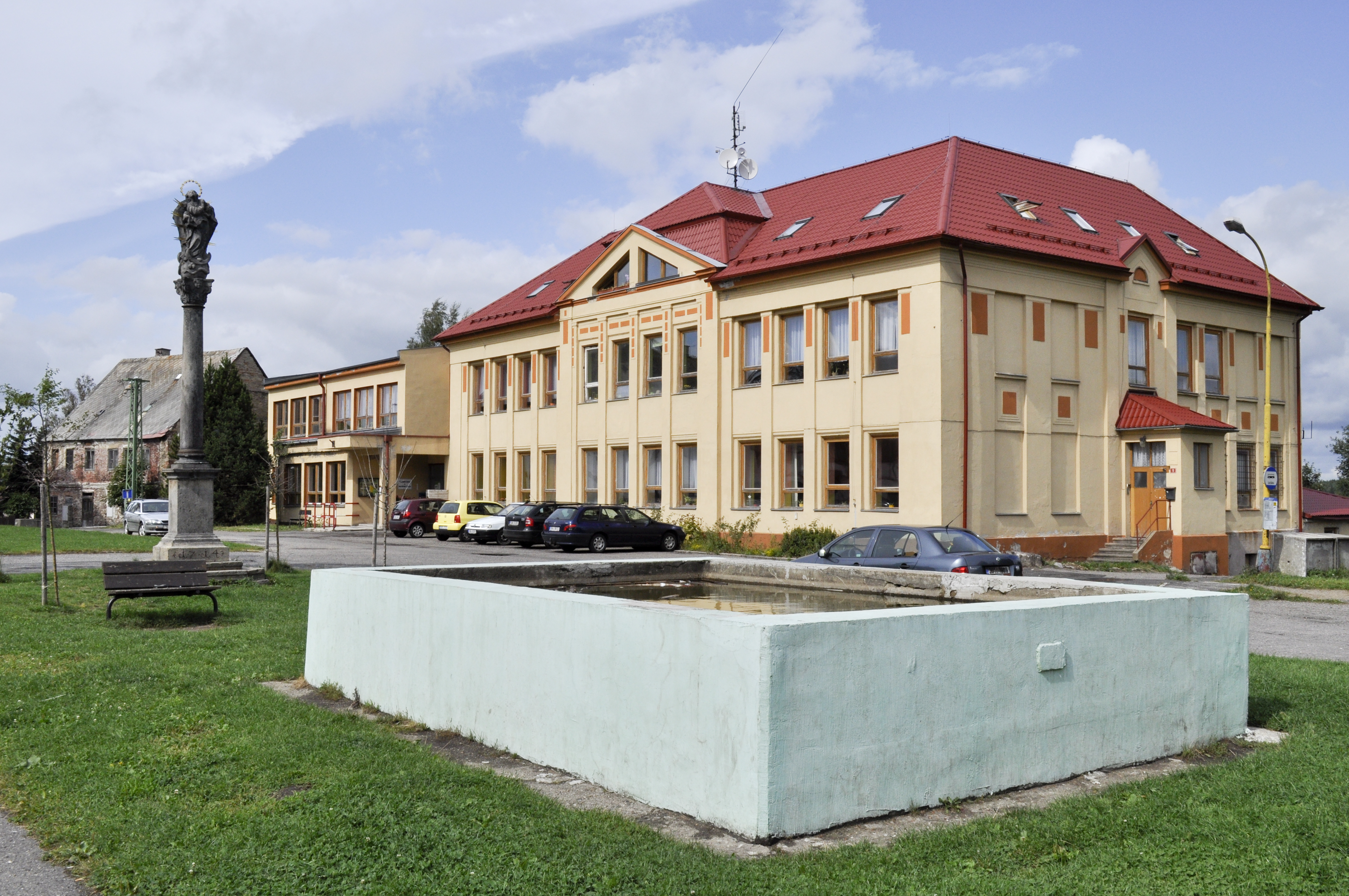
škola na náměstí
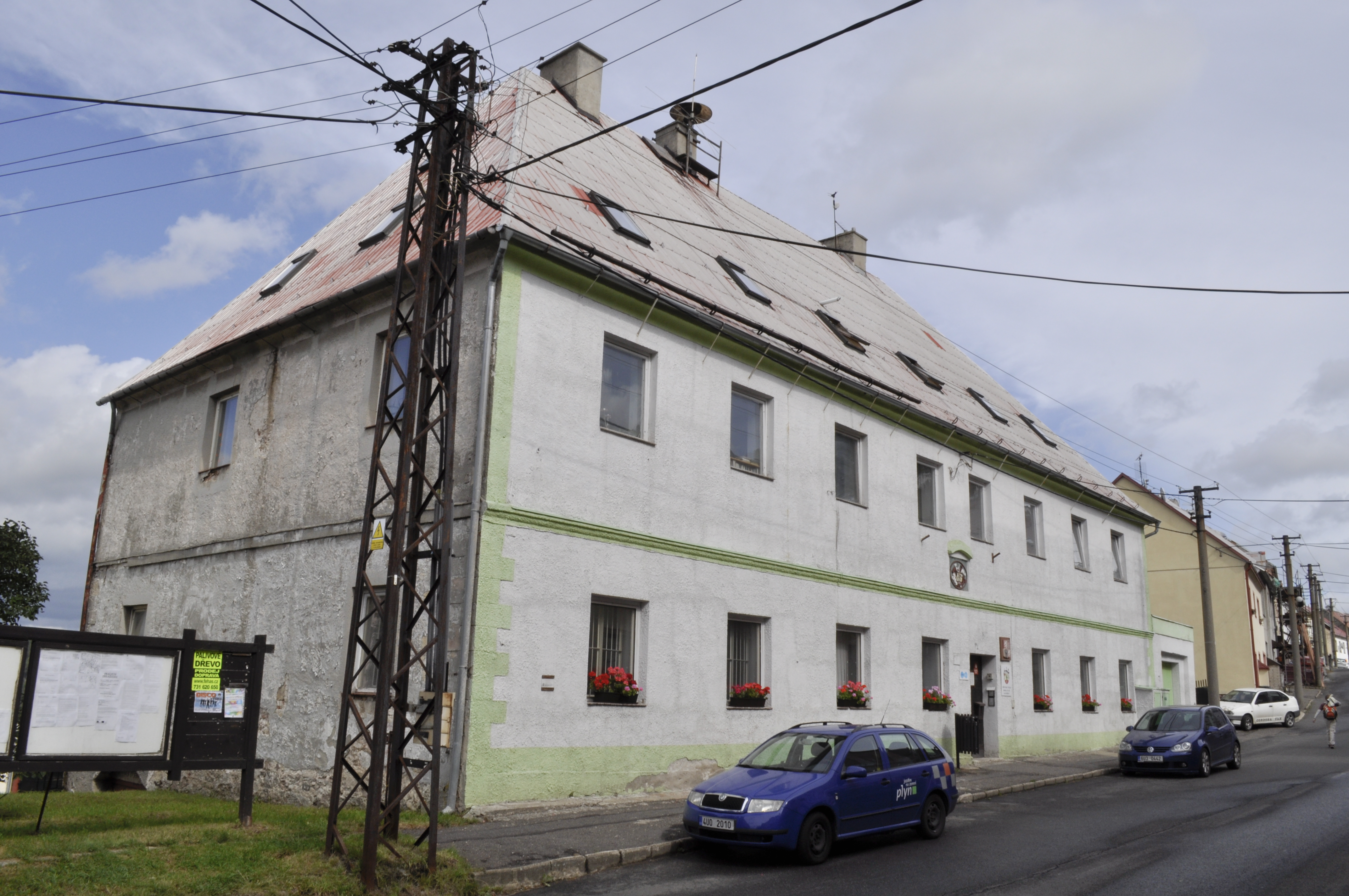
radnice
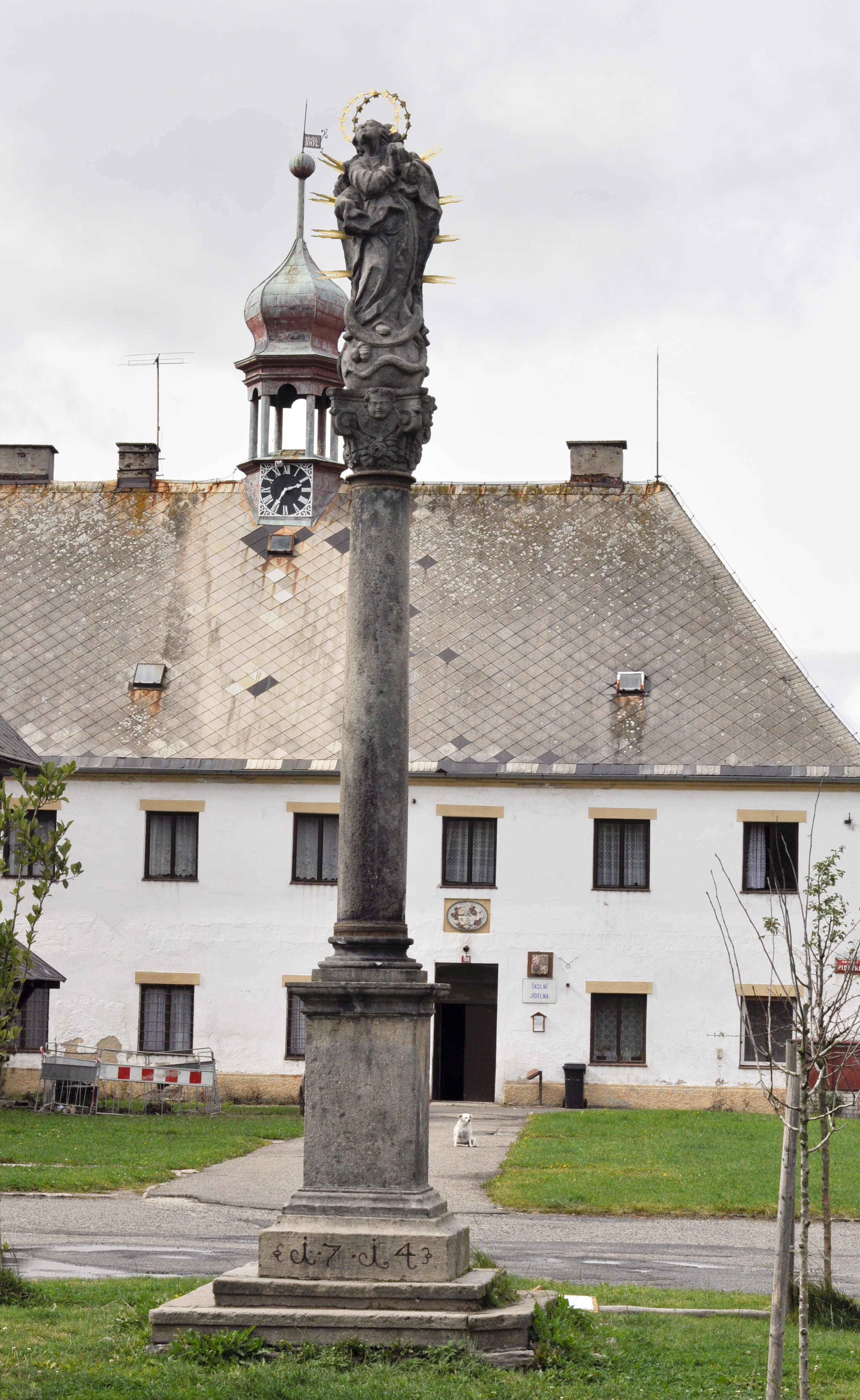
Mariánský sloup na náměstí v Hoře Svaté Kateřiny
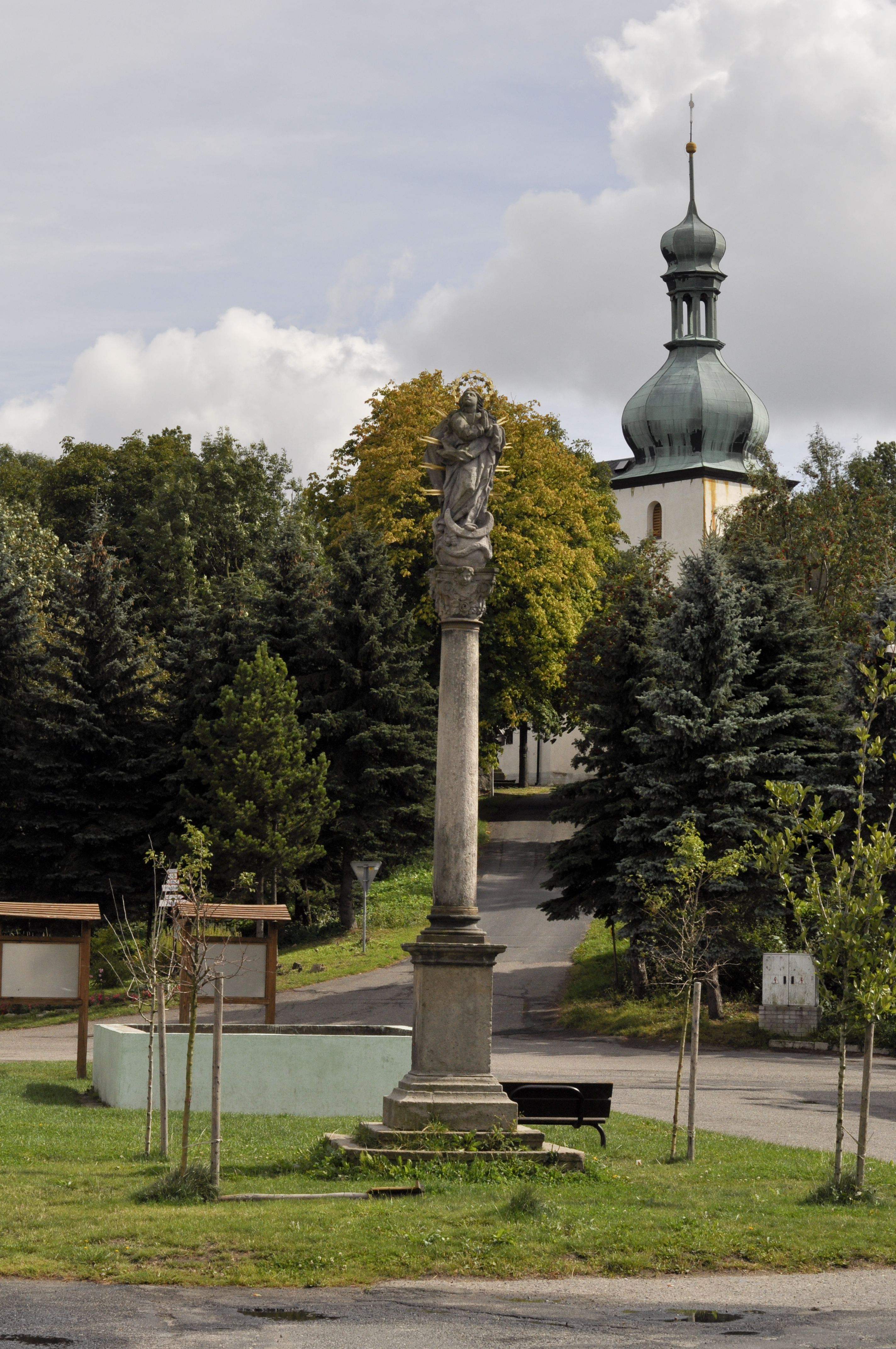
Mariánský sloup a kostel svaté Kateřiny
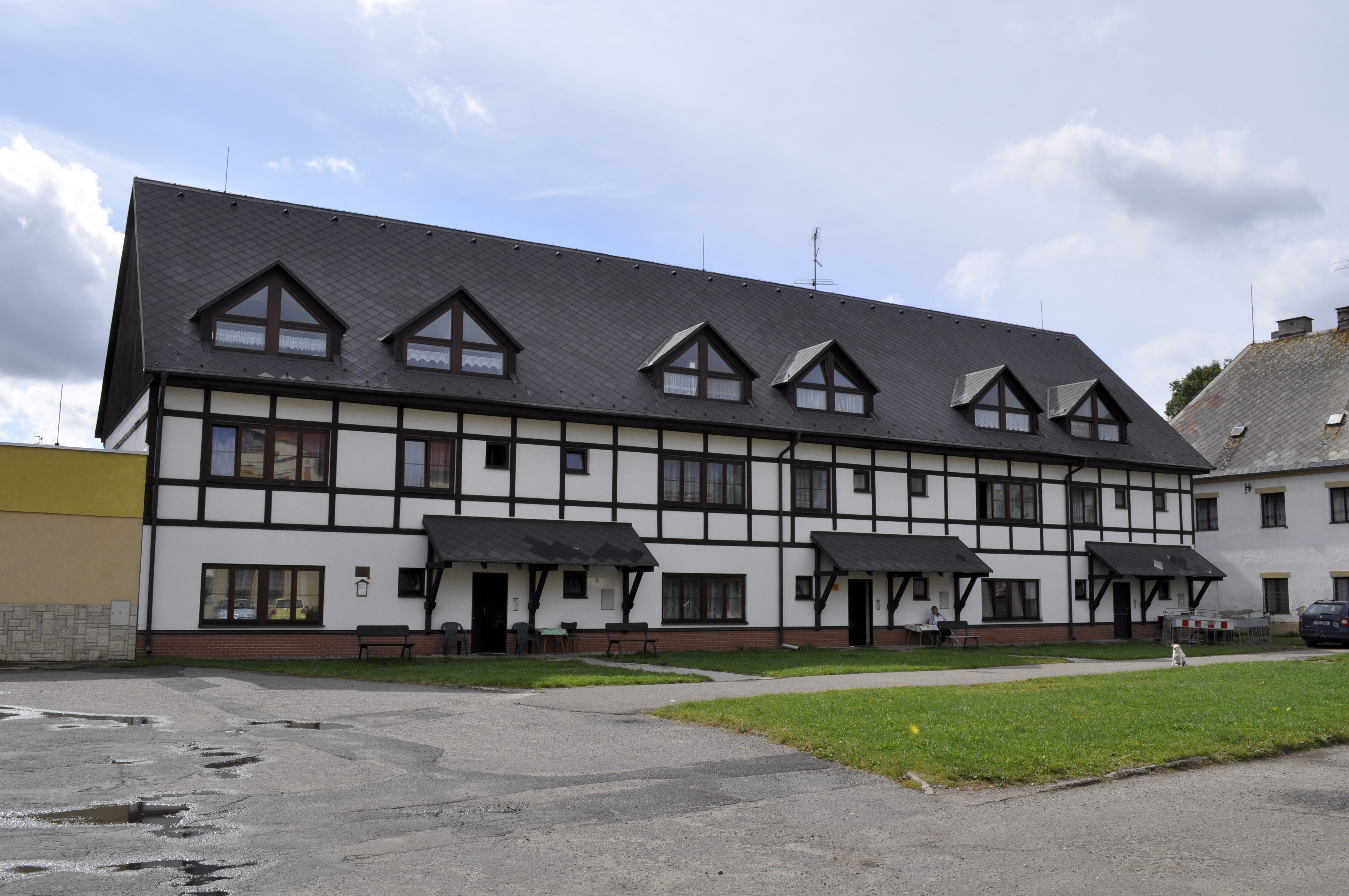
Dům s pečovatelskou službou
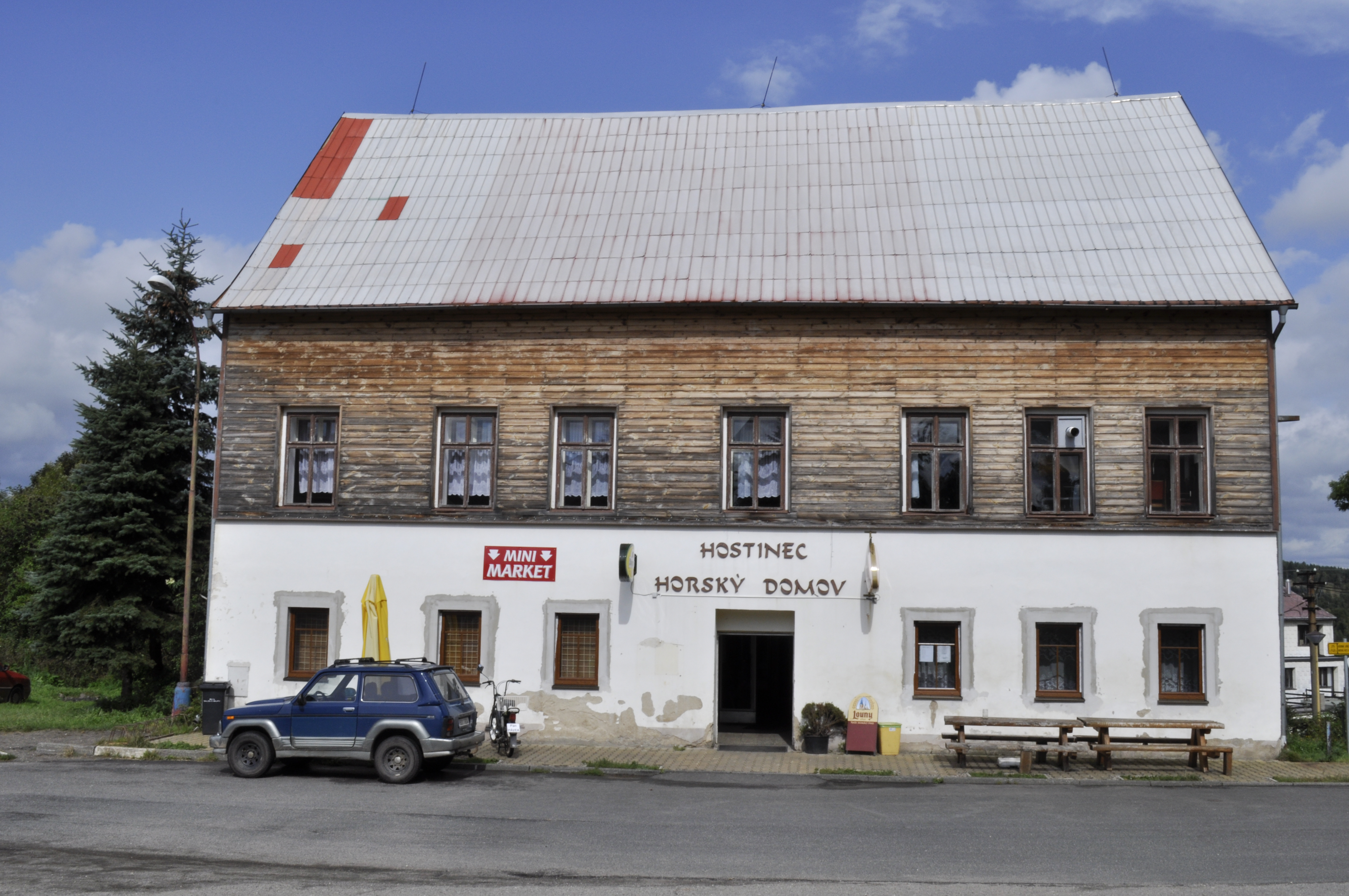
Horský Domov
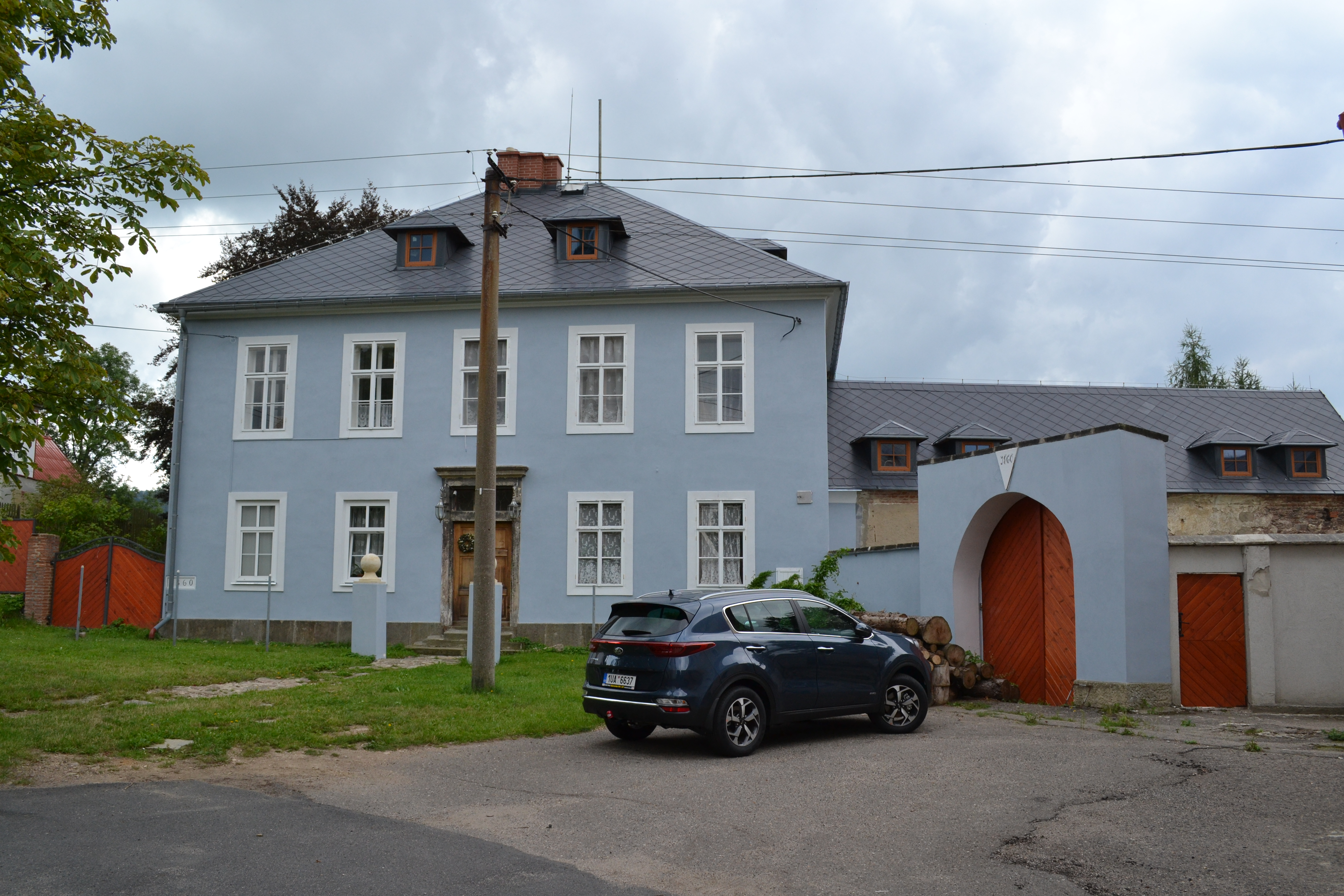
bývalá fara, nyní apartmány
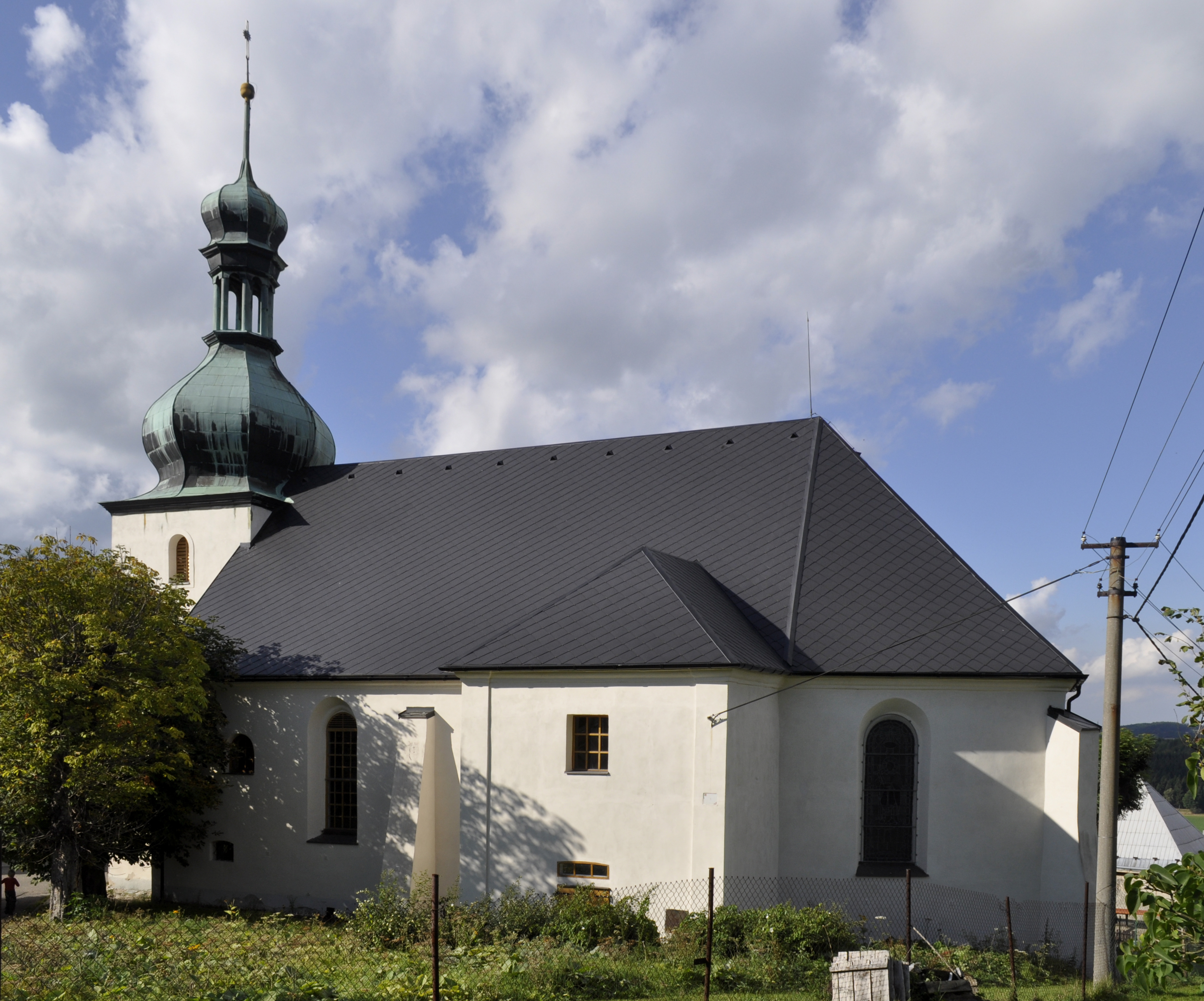
kostel svaté Kateřiny
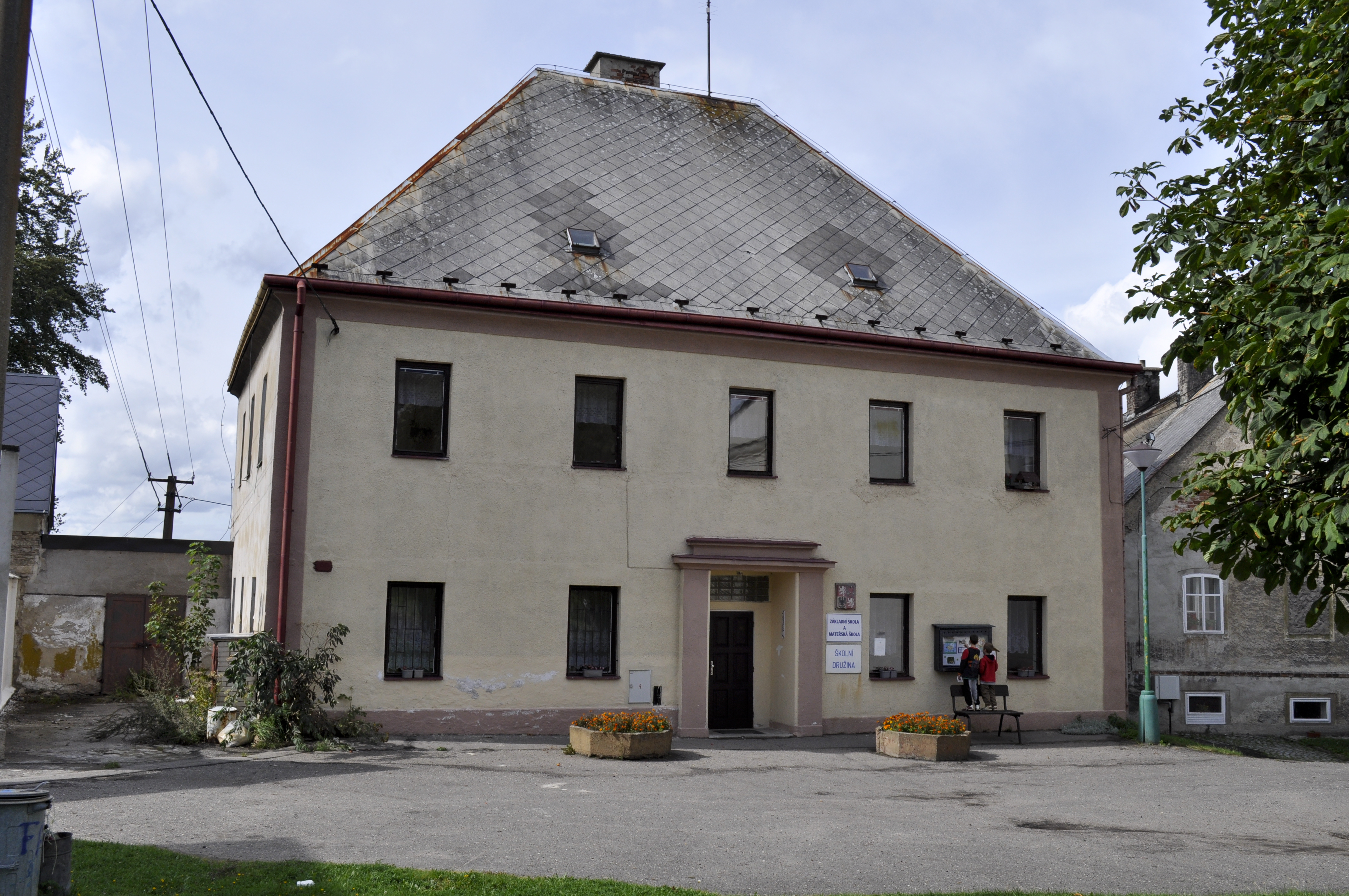
bývalá škola – nyní školka
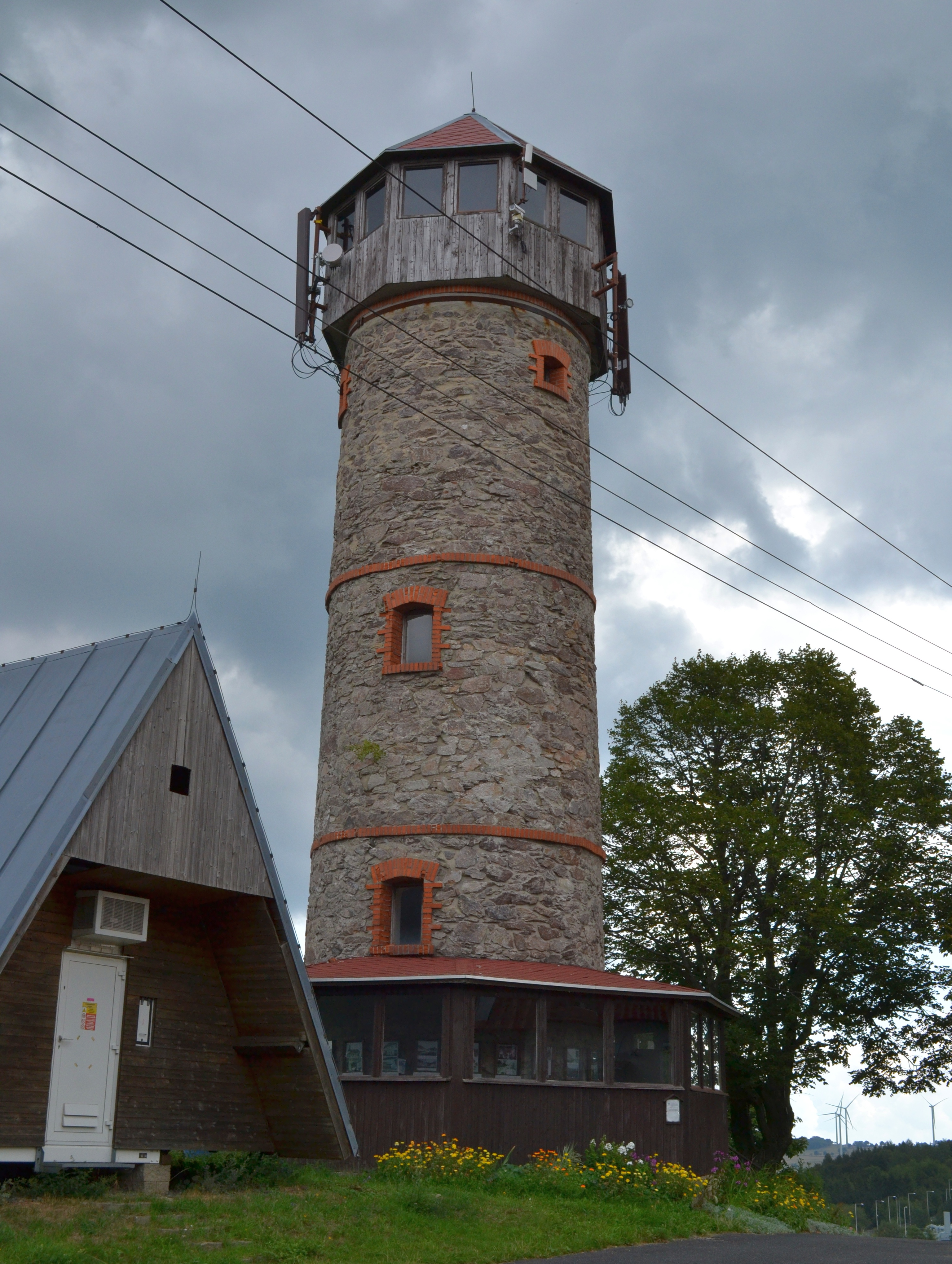
rozhledna na Růžovém vrchu
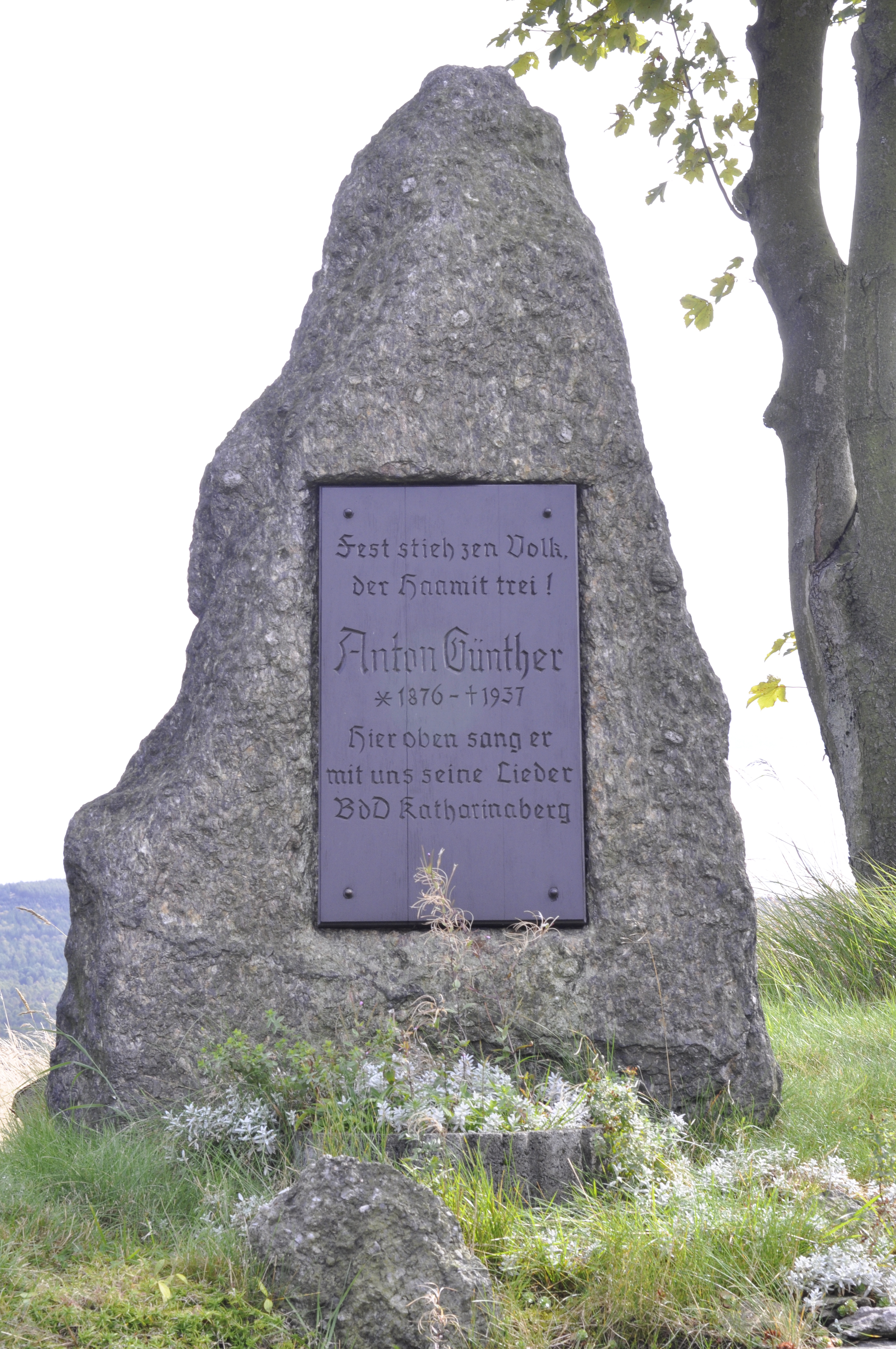
pomník Antona Günthera na Růžovém vrchu
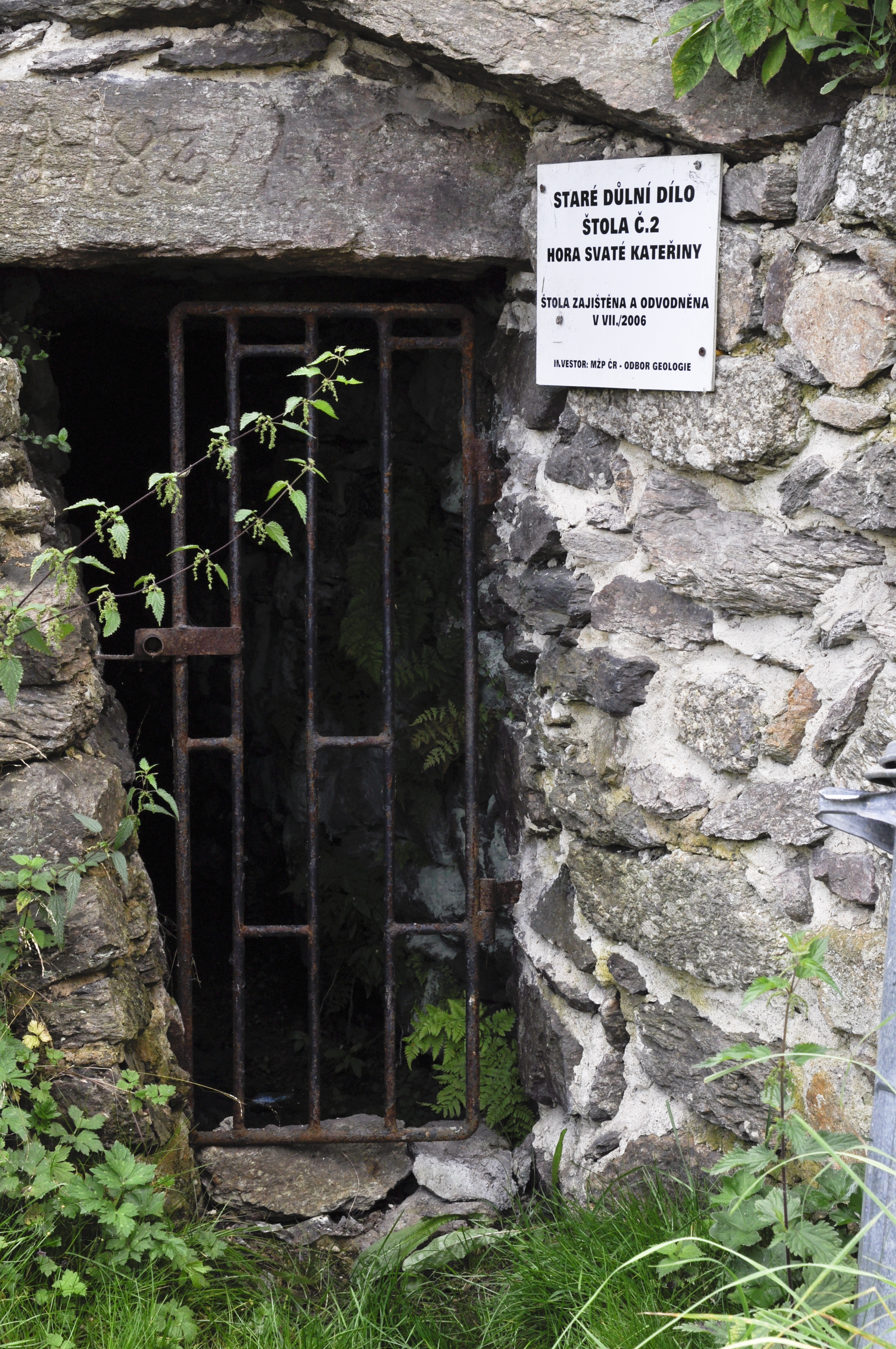
Stará štola
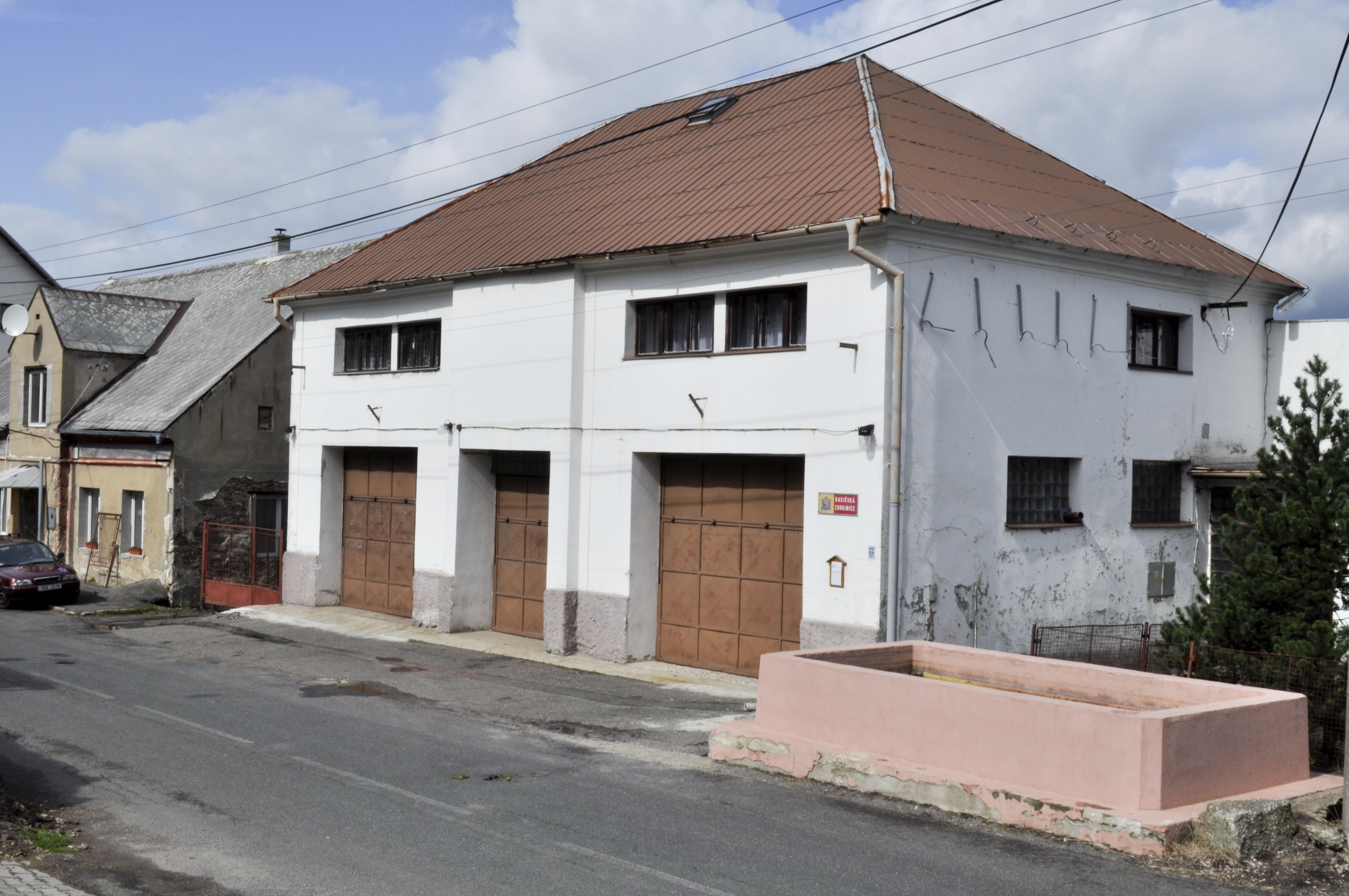
Požární stanice a požární nádrž
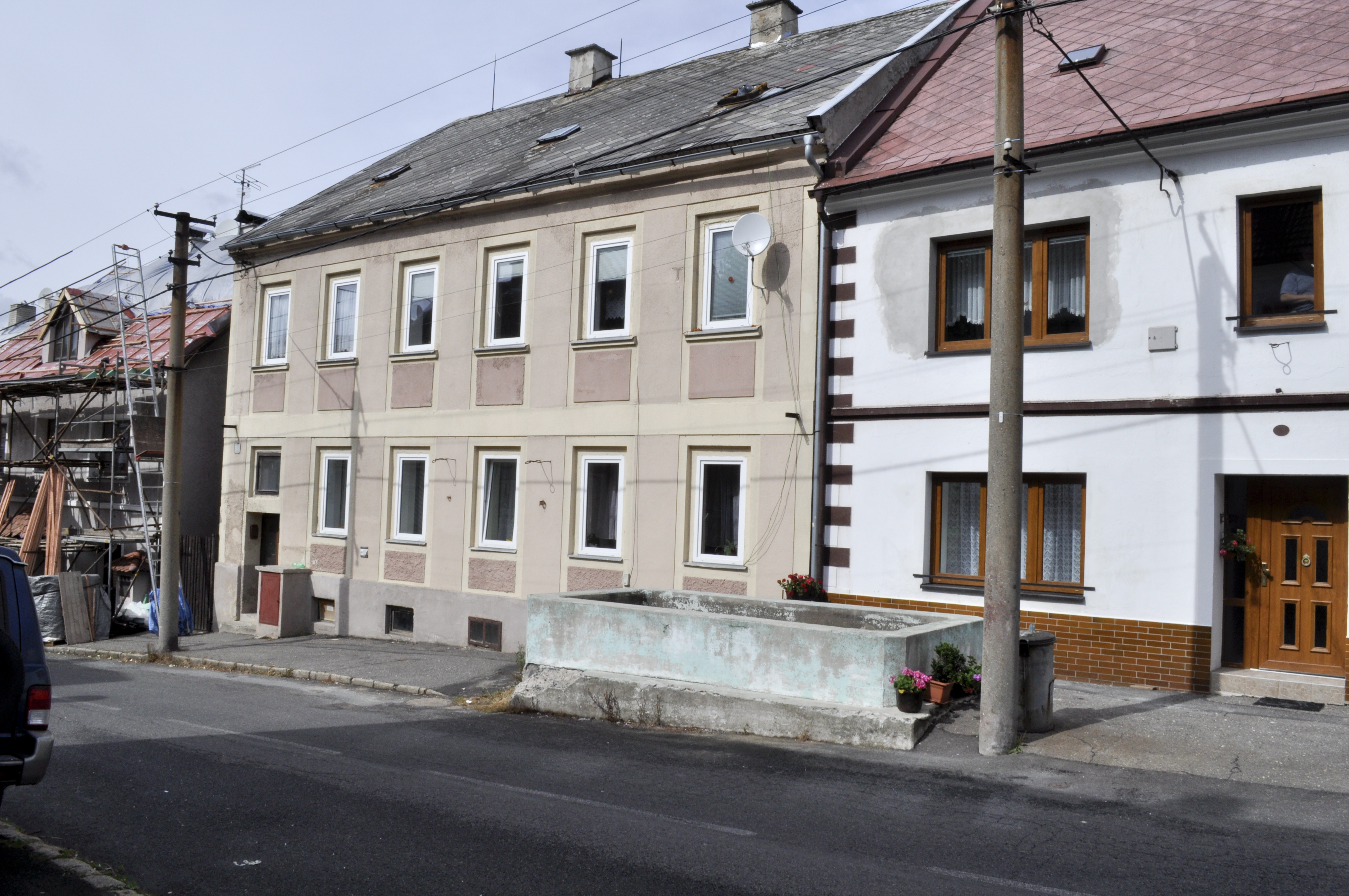
Historická požární nádrž